# さわゆき (護衛艦)
さわゆき（ローマ字：JS Sawayuki, DD-125）は、海上自衛隊の護衛艦。はつゆき型護衛艦の4番艦。
｢さわゆき｣の名は、｢沢に降る雪｣即ち「沢雪」に由来する。なお、艦艇名としては旧海軍通して初の命名である。

## 艦歴
「さわゆき」は、昭和54年度計画2,900トン護衛艦、2213号艦として石川島播磨重工業東京第1工場で1981年4月22日に起工され、1982年6月21日に進水、1984年2月15日に就役し、第1護衛隊群第41護衛隊に編入され横須賀に配備された。
1990年1月31日、第1護衛隊群隷下に第48護衛隊が新編され同日付で就役した「はまぎり」とともに編入された。
1989年、遠洋練習航海に参加した。
1991年3月12日、第4護衛隊群第41護衛隊に編入され大湊に定係港が転籍した。
1996年、遠洋練習航海に参加した。
1997年3月24日、第4護衛隊群第48護衛隊に編入した。同日付で隊番号の改正により第48護衛隊が第8護衛隊に改称した。
1998年3月20日、第3護衛隊群第7護衛隊に編入した。
2001年3月14日、横須賀地方隊第21護衛隊に編入され、再び横須賀に転籍した。
2008年3月26日、自衛艦隊の大改編により、第21護衛隊が第11護衛隊に改称され、護衛艦隊隷下に編成替えをした。
2010年、遠洋練習航海に参加した。
2011年3月11日、東日本大震災おける災害派遣に出動した。発災後約1時間（出港時刻15:39）で出港し、初動段階から被災地（岩手県久慈沖）へ進出し、護衛艦隊で最も早く出港し、活躍した艦の一つであった。なお、2011年3月25日から4月4日の間、福島第1原発冷却用の真水給水のためのバージ船えい航時の警戒艦として行動した。
2013年4月1日、除籍した。最終所属は護衛艦隊第11護衛隊、定係港は横須賀であった。総航程：758,102.2NM（地球約35周分）
総航海時数：63403時間31分（2642日） 

### さわゆき放火事件
2008年7月6日午前3時35分ごろ、神奈川県・横須賀港から青森県・大湊港に向け航行中、青森県・尻屋崎の東南東約25キロの海上で、艦前部の揚錨機室内で出火、火災が発生した。同50分すぎに鎮火した。
ところが、7月11日になって、火災の原因が21歳の海士長による放火であることが発覚し、自衛隊の規律について問題となった。この原因について石破茂防衛大臣（当時）は自衛隊が「極度の緊張感の中で色々な任務を遂行する場面が非常に増えてきた。実任務が増え、行動し、（防衛についての）役割が極めて強く求められている中にあって、非常に忙しすぎる」ために起きた事件であるとした。
ただ、この事件の取材に向かっていた青森朝日放送（ABA）がチャーターしたヘリコプターが墜落して4名が死亡したことについては「こういうことが起こらなければ、痛ましいことが起こらなかった」と石破防衛相（当時）が陳謝した。

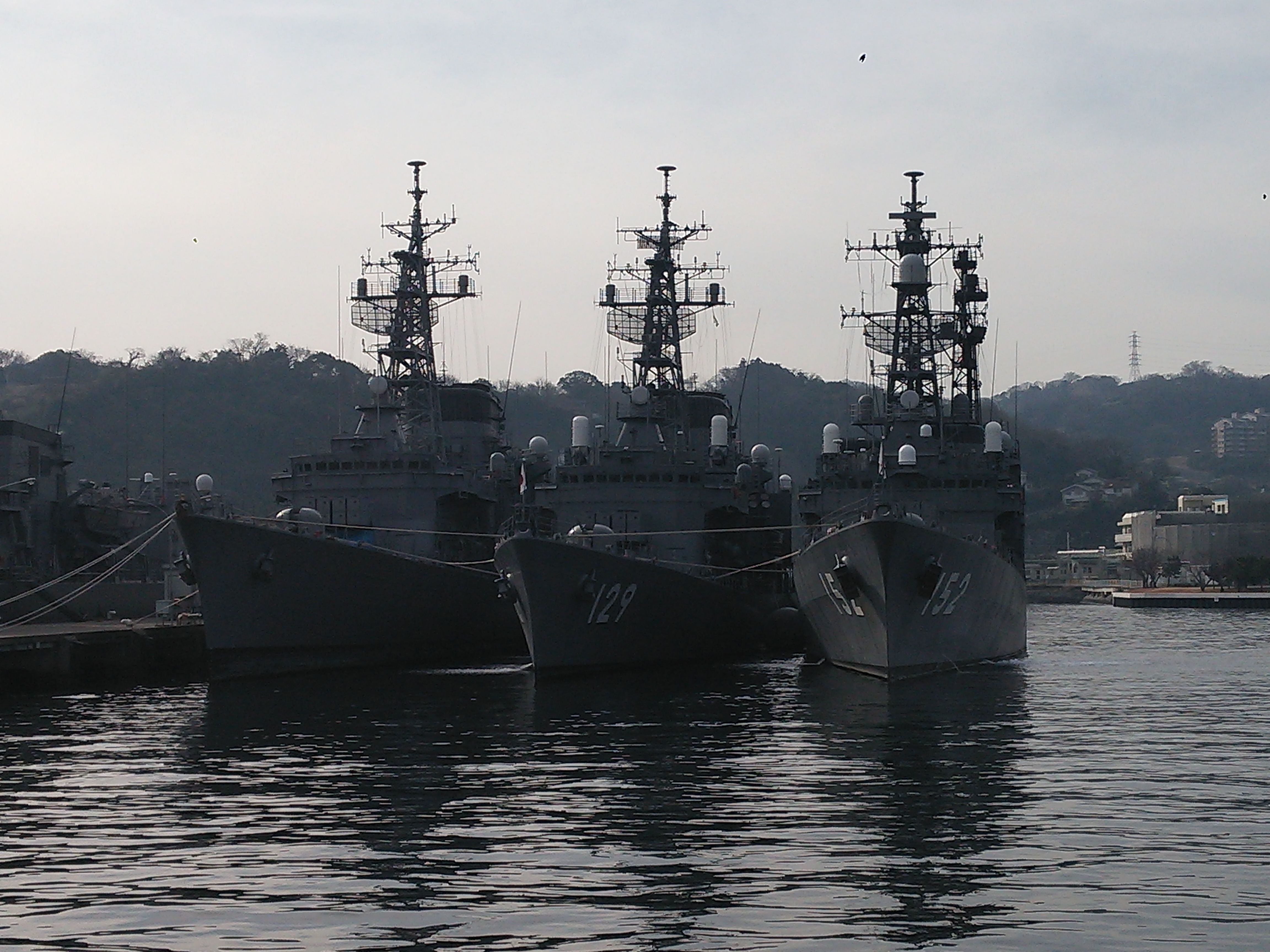
除籍後、装備を下ろされ横須賀港内で係留される「さわゆき」(一番左)。廃艦後、一時海上保安庁の巡視船への転用の話もあったが諸事情により立ち消えとなった。（2014年1月、横須賀港で撮影）

### 歴代艦長
| 代 | 氏名       | 在任期間                | 出身校・期              | 前職                             | 後職                                         | 備考                            |
| -- | ---------- | ----------------------- | ----------------------- | -------------------------------- | -------------------------------------------- | ------------------------------- |
| 01 | 山口壮一郎 | 1984.2.15 - 1985.7.24   | 防大5期                 | さわゆき艤装員長                 | プログラム業務隊付                           |                                 |
| 02 | 佐藤存史   | 1985.7.25 - 1987.7.31   | 立命館大学              | プログラム業務隊付               | 海上自衛隊第1術科学校教官 兼 研究部員        |                                 |
| 03 | 綾 二郎    | 1987.8.1 - 1990.3.22    | 防大11期                | 海上幕僚監部防衛部運用課         | 呉地方総監部防衛部第3幕僚室長                |                                 |
| 04 | 香田洋二   | 1990.3.23 - 1991.6.30   | 防大16期                | 海上幕僚監部防衛部防衛課         | 東京業務隊付                                 | 1991.1.1 1等海佐昇任            |
| 05 | 伊東正樹   | 1991.7.1 - 1993.3.23    | 防大17期                | ちとせ艦長                       | 海上自衛隊幹部学校付                         |                                 |
| 06 | 川井一志   | 1993.3.24 - 1994.8.21   | 防大18期                | 海上自衛隊第1術科学校教官        | 海上幕僚監部人事教育部人事課                 |                                 |
| 07 | 清原 洋    | 1994.8.22 - 1997.3.25   | 防大16期                | 誘導武器教育訓練隊教務科長       | 開発指導隊群司令部幕僚                       |                                 |
| 08 | 金子吉宏   | 1997.3.26 - 1998.8.2    | 防大21期                | とかち艦長                       |                                              | 1998.7.1 1等海佐昇任            |
| 09 | 折田賢吾   | 1998.8.3 - 1999.4.12    | 防大21期                | 海上幕僚監部人事教育部教育課     |                                              |                                 |
| 10 | 米田直人   | 1999.4.13 - 2000.9.19   | 防大18期                |                                  | おおすみ副長                                 |                                 |
| 11 | 横田文夫   | 2000.9.20 - 2002.1.14   | 大阪外大・ 33期幹候     | 海上幕僚監部人事教育部厚生課     | しまゆき艦長                                 |                                 |
| 12 | 小島昌二   | 2002.1.15 - 2003.3.24   | 防大26期                | 海上幕僚監部防衛部指揮通信課     | 海上自衛隊幹部学校付                         |                                 |
| 13 | 久保田一義 | 2003.3.25 - 2004.3.25   |                         | あけぼの砲雷長兼副長             | 対潜資料隊海洋第2科長                        | 就任時3等海佐 2003.7.1、2等海佐 |
| 14 | 池田徳重   | 2004.3.26 - 2005.3.31   | 防大28期                | 第4護衛隊群司令部訓練幕僚        | 海上幕僚監部人事教育部厚生班長               |                                 |
| 15 | 高田治彦   | 2005.4.1 - 2006.3.23    |                         |                                  | 舞鶴地方総監部防衛部第3幕僚室長              |                                 |
| 16 | 大保信一郎 | 2006.3.24 - 2007.3.25   | 防大26期                | 海上自衛隊第1術科学校教官        | さみだれ艦長                                 |                                 |
| 17 | 米丸祥一   | 2007.3.26 - 2008.7.31   | 防大26期                | 舞鶴地方総監部管理部援護業務課長 |                                              | 就任時3等海佐                   |
| 18 | 水田英幹   | 2008.8.1 - 2009.8.2     | 防大32期                | しらせ運用長                     | 海上幕僚監部総務部総務課                     |                                 |
| 19 | 岡見雅行   | 2009.8.3 - 2010.12.19   | 東京水産大院・ 45期幹候 | 指揮通信開発隊システム第2科長    | 自衛艦隊司令部幕僚                           |                                 |
| 20 | 福山 崇    | 2010.12.20 - 2011.12.10 |                         | 第4護衛隊群司令部幕僚            | 自衛艦隊司令部                               |                                 |
| 21 | 渡邉雄一   | 2011.12.11 - 2013.4.1   | 防大36期                | 統合幕僚監部防衛計画部計画課     | 呉地方総監部防衛部第3幕僚室長 兼 第5幕僚室長 | 2012.7.1 1等海佐昇任            |